# NGC 589
NGC 589 est une galaxie lenticulaire entourée d'un anneau et située dans la constellation de la Baleine. NGC 589 a été découverte par l'astronome américain Frank Müller en 1886.

## Caractéristiques
Sa vitesse par rapport au fond diffus cosmologique est de de 5 003 ± 39 km/s, ce qui correspond à une distance de Hubble de 73,8 ± 5,2 Mpc (∼241 millions d'al).
À ce jour, une mesure non basée sur le décalage vers le rouge (redshift) donne une distance d'environ 61,600 Mpc (∼201 millions d'al). Cette valeur est à l'extérieur des valeurs de la distance de Hubble.
NGC 589 est une galaxie dont le noyau brille dans le domaine de l'ultraviolet. Elle est inscrite dans le catalogue de Markarian sous la cote Mrk 999 (MK 999).
En raison d'une brillance de surface égale à 14,09 mag/am2, on peut qualifier NGC 589 de galaxie à faible brillance de surface (LSB en anglais pour low surface brightness). Les galaxies LSB sont des galaxies diffuses (D) avec une brillance de surface inférieure de moins d'une magnitude à celle du ciel nocturne ambiant.